# Obrador Edèndum
L'Obrador Edèndum és una empresa d'estructura artesanal que publica textos i estudis referents a la cultura humanística i científica. L'àmbit d'edició és l'assaig filosòfic i teològic, el pensament científic i la literatura d'idees. Creada el 2004 i impulsada per Josep Batalla des de Santa Coloma de Queralt. El catàleg agrupa les publicacions en quatre grans blocs temàtics: ciència, filosofia, literatura i medievalística.
L'editorial és propietat de la Fundació Quer Alt de Santa Coloma de Queralt.